# Hans Erling Hækkerup
Pour les articles homonymes, voir Hækkerup.
Ne doit pas être confondu avec Hans Hækkerup.
Hans Erling Hækkerup, né le 25 décembre 1907 à Ringsted (Danemark) et mort le 30 juillet 1974 à Copenhague (Danemark), est un homme politique danois, membre des Sociaux-démocrates, ancien ministre et ancien député au Parlement (le Folketing).